# Cleome afrospina
Cleome afrospina är en paradisblomsterväxtart som beskrevs av Hugh Hellmut Iltis. Cleome afrospina ingår i släktet paradisblomstersläktet, och familjen paradisblomsterväxter. Inga underarter finns listade i Catalogue of Life.